# 10-й меридіан східної довготи
10-й меридіан східної довготи — лінія довготи, що лежить на 10 градусів східніше Гринвіцького меридіана. Вона проходить від Північного полюса через Північний Льодовитий океан, Європу, Африку, Атлантичний океан, Південний океан та Антарктиду до Південного полюса.
10-й меридіан східної довготи формує велике коло разом із 170-тим меридіаном західної довготи.

## Список географічних об'єктів, що перетинає 10° сх. д.
Починаючи на Північному полюсі та рухаючись до Південного полюса, 10-й меридіан східної довготи проходить через:
| Координати                                                 | Країна, територія або море | Примітки |
| ---------------------------------------------------------- | -------------------------- | --- |
| 90°0′ пн. ш. 10°0′ сх. д. / 90.000° пн. ш. 10.000° сх. д.  | Північний Льодовитий океан | |
| 81°5′ пн. ш. 10°0′ сх. д. / 81.083° пн. ш. 10.000° сх. д.  | Атлантичний океан          | |
| 64°5′ пн. ш. 10°0′ сх. д. / 64.083° пн. ш. 10.000° сх. д.  | Норвегія                   | |
| 58°58′ пн. ш. 10°0′ сх. д. / 58.967° пн. ш. 10.000° сх. д. | Скагеррак                  | |
| 57°35′ пн. ш. 10°0′ сх. д. / 57.583° пн. ш. 10.000° сх. д. | Данія                      | Проходить через острів Північна Ютландія, півострів Ютландія та острови Фюн і Альс                                                              |
| 54°43′ пн. ш. 10°0′ сх. д. / 54.717° пн. ш. 10.000° сх. д. | Німеччина                  | Проходить через центр Гамбурга |
| 47°29′ пн. ш. 10°0′ сх. д. / 47.483° пн. ш. 10.000° сх. д. | Австрія                    | |
| 46°54′ пн. ш. 10°0′ сх. д. / 46.900° пн. ш. 10.000° сх. д. | Швейцарія                  | |
| 46°17′ пн. ш. 10°0′ сх. д. / 46.283° пн. ш. 10.000° сх. д. | Італія                     | |
| 44°3′ пн. ш. 10°0′ сх. д. / 44.050° пн. ш. 10.000° сх. д.  | Середземне море            | Проходить східніше острова Капрая[en], Італія Проходить західніше островів Ельба та Піаноза, Італія Проходить східніше острова Сардинія, Італія |
| 37°15′ пн. ш. 10°0′ сх. д. / 37.250° пн. ш. 10.000° сх. д. | Туніс                      | |
| 30°28′ пн. ш. 10°0′ сх. д. / 30.467° пн. ш. 10.000° сх. д. | Лівія                      | |
| 25°23′ пн. ш. 10°0′ сх. д. / 25.383° пн. ш. 10.000° сх. д. | Алжир                      | |
| 22°22′ пн. ш. 10°0′ сх. д. / 22.367° пн. ш. 10.000° сх. д. | Нігер                      | |
| 13°10′ пн. ш. 10°0′ сх. д. / 13.167° пн. ш. 10.000° сх. д. | Нігерія                    | |
| 6°54′ пн. ш. 10°0′ сх. д. / 6.900° пн. ш. 10.000° сх. д.   | Камерун                    | |
| 2°10′ пн. ш. 10°0′ сх. д. / 2.167° пн. ш. 10.000° сх. д.   | Екваторіальна Гвінея       | |
| 1°0′ пн. ш. 10°0′ сх. д. / 1.000° пн. ш. 10.000° сх. д.    | Габон                      | |
| 2°47′ пд. ш. 10°0′ сх. д. / 2.783° пд. ш. 10.000° сх. д.   | Атлантичний океан          | |
| 60°0′ пд. ш. 10°0′ сх. д. / 60.000° пд. ш. 10.000° сх. д.  | Південний океан            | |
| 69°53′ пд. ш. 10°0′ сх. д. / 69.883° пд. ш. 10.000° сх. д. | Антарктида                 | Проходить через Землю Королеви Мод (претендує Норвегія)                                                                                         |